# غلاف جوي

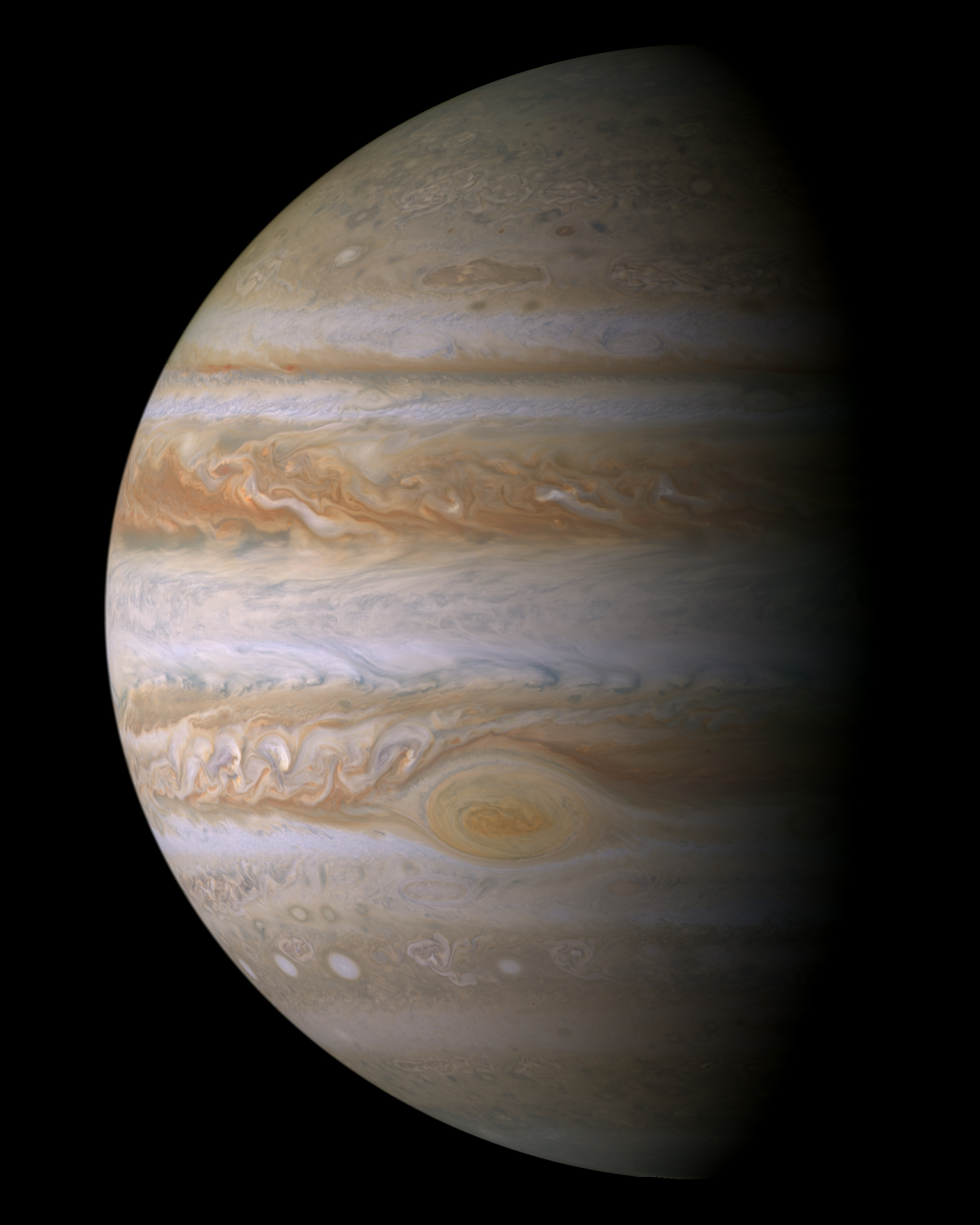
مشهد للغلاف الجوي النشط للمشتري، بما في ذلك البقعة الحمراء العظيمة.

الغلاف الجوي طبقة من الغازات التي قد تحيط بجسم مادي ذي كتلة كافية،  من خلال جاذبية الجسم. ويتم الاحتفاظ بها لمدة أطول إذا كانت الجاذبية عالية، ودرجة الحرارة للغلاف الجوي منخفضة. بعض الكواكب تتكون أساسا من غازات مختلفة، ولكن فقط الطبقة الخارجية منها تعتبر غلافها الجوي وحاميها.
-الغلاف الجوي النجمي مصطلح يصف المنطقة الخارجية للنجم، وعادة ما يتضمن الجزء بدءا من الفوتوسفير نحو الخارج، نسبيا النجوم ذات درجة الحرارة المنخفضة قد تشكل جزيئات مركبة في غلافها الجوي الخارجي.
الغلاف الجوي للأرض، والذي يحتوي على الأوكسجين الذي تستخدمه معظم الكائنات الحية للتنفس، وثاني أكسيد الكربون الذي تستخدمه النباتات والطحالب والبكتيريا الزرقاء لعملية التمثيل الضوئي، يحمي أيضا الكائنات الحية من الضرر الجيني الذي قد ينجم عن أشعة الشمس فوق البنفسجية، تركيبته الحالية هي نتاج بلايين السنين من التعديلات البيوكيميائية للغلاف الجوي القديم بواسطة الكائنات الحية.

## الضغط
الضغط الجوي هو القوة العمودية في وحدة المساحة الواقعة على سطح ما والناجمة عن الغازات المحيطة به. ويحدد من خلال قوة الجاذبية للكوكب بالإضافة إلى الكتلة الكلية لعمود الهواء فوق الموقع. وحدات الضغط الجوي المتعارف عليها دوليا: ضغط جوي (atm) الذي يعرف بأنه 101,325 باسكال (أو 1.013.250 داين لكل سنتيمتر مربع).
ضغط الغاز في الغلاف الجوي يتناقص مع الارتفاع نتيجة لتناقص كتلة من الغاز فوق كل موقع. الارتفاع الذي يتناقص عنده ضغط الغلاف الجوي بمعامل - هـ - (العدد النيبيري وقيمته 2.71828) يسمى الارتفاع المقياسي. عندما تكون درجة حرارة الجو منتظمة فإن الارتفاع المقياسي يتناسب طرديا مع درجة الحرارة وعكسيا مع الكتلة الجزيئية لجزيئات الهواء الجاف مضروبة في تسارع الجاذبية للكوكب. لمثل هذا النموذج من الغلاف الجوي، ينخفض الضغط بشكل كبير مع زيادة الارتفاع. لكن الغلاف الجوي غير منتظم في درجة الحرارة، لذلك فإن التحديد الدقيق للضغط الجوي عند أي ارتفاع معين هو أكثر تعقيدا.

## الهروب
جاذبية السطح هي القوة التي تمسك الغلاف الجوي.
تختلف هذ القوة إلى حد كبير بين الكواكب. على سبيل المثال، قوة الجاذبية الهائلة على كوكب المشتري العملاق قادرة على الاحتفاظ بالغازات الخفيفة مثل الهيدروجين والهيليوم التي تهرب من كواكب الأقل جاذبية. ثانيا، المسافة بين الكوكب والشمس تحدد الطاقة المتاحة لتسخين غازات الغلاف الجوي إلى النقطة التي تتجاوز عندها الحركة الحرارية للجزيئات سرعة الهروب للكوكب، وهي السرعة التي تتغلب عندها جزيئات الغاز على قوة الجاذبية للكوكب. وبالتالي، فإن قمر تيتان البعيد والبارد، وتريتون وبلوتو قادرين على الاحتفاظ بغلافهم الجوي على الرغم من قوة جاذبيتهم المنخفضة نسبيا. نظريا، يمكن للكوكب النجمي أيضا الاحتفاظ بغلاف جوي سميك.
بما أن الغاز عند أي درجة حرارة معينة تتحرك جزيئاته على نطاق واسع من السرعة، سيكون هناك تقريبا دائما بعض التسرب البطيء للغاز في الفضاء. الجزيئات الاخف تتحرك بسرعة أكبر من تلك الأثقل وتملك نفس الطاقة الحركية الحرارية، ولذلك فإن الغازات ذات الكتلة الجزيئية الأقل تفقد بسرعة أكبر من تلك التي تملك كتلة جزيئية عالي. يعتقد أن كوكب الزهرة والمريخ قد يكونا فقدا الكثير من الماء على حد سواء، بعد انحلاله ضوئيا إلى الهيدروجين والاوكسجين من أشعة الشمس فوق البنفسجية، هرب الهيدروجين. المجال المغناطيسي للأرض يساعد على منع هذا، ولكن، عادة الرياح الشمسية من شأنها ان تعزز كثيرا هروب الهيدروجين. ومع ذلك، على مدى ثلاثة مليارات سنة مضت فقدت الأرض غازات من خلال المناطق القطبية المغناطيسية بسبب النشاط الشفقي، بما في ذلك 2 ٪ من صافي الأوكسجين في الجو.
الآليات الأخرى التي يمكن أن تسبب استنزافاً للغلاف الجوي هي:
- خرق الرياح الشمسية.
- أثر التعرية والتجوية.
- التنحية، التي يشار إليها أحيانا «بالتجمد»، في السطح والأطراف القطبية.

## التركيب

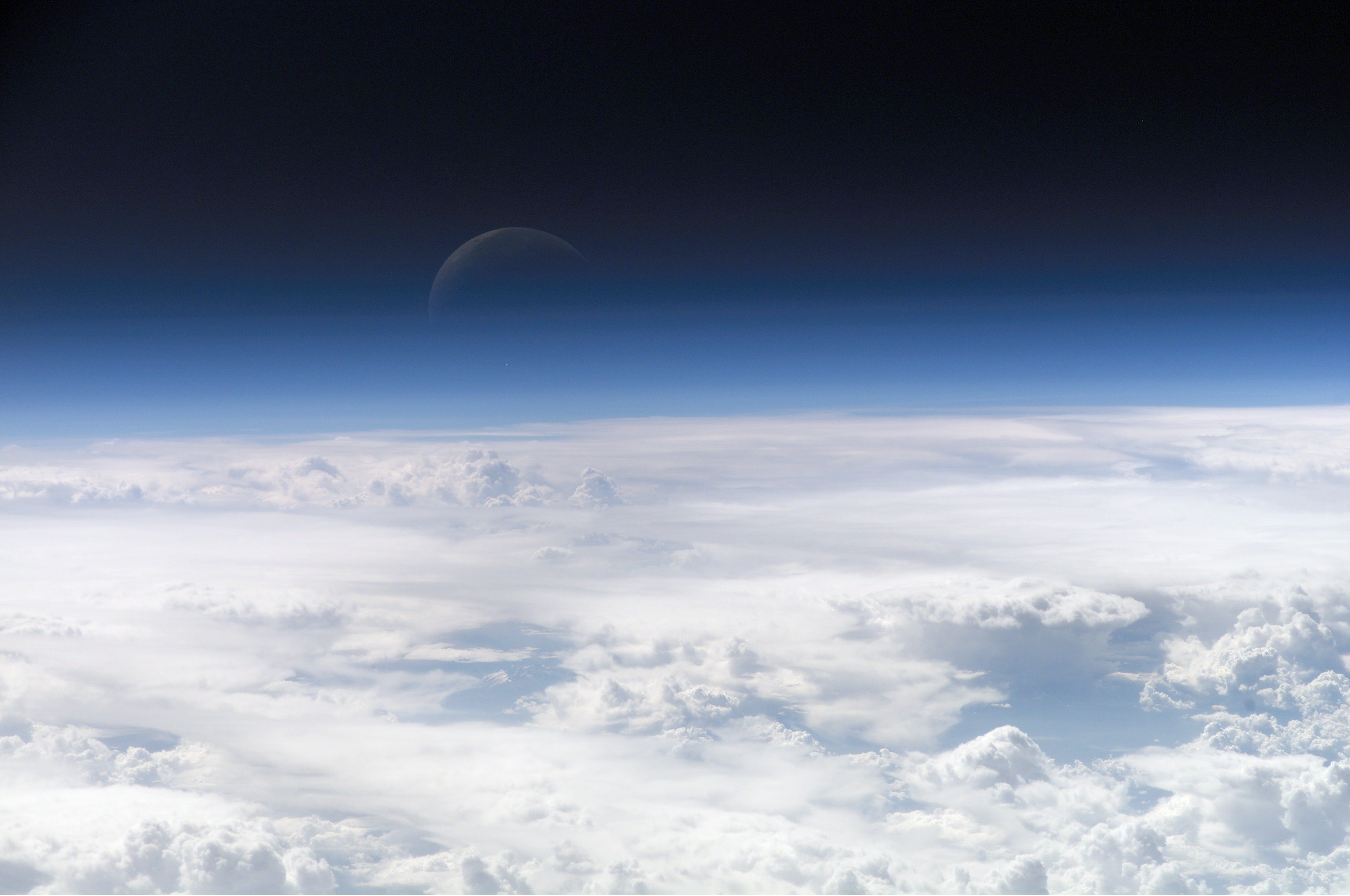
غازات الغلاف الجوي للأرض تبعثر الضوء الأزرق أكثر من غيرها من الموجات، وتمنح الأرض هالة زرقاء عند رؤيتها من الفضاء.

بنية الغلاف الجوي الأولية عموما مرتبطة بالتركيب الكيميائي ودرجة الحرارة للسديم الشمسي المحلي أثناء تشكيل الكواكب والهروب المتتابع للغازات الداخلية. الأغلفة الجوية الأصلية خضعت لتطور كبير على مر الزمن، والخصائص المتباينة لكل كوكب أسفرت عن نتائج مختلفة جدا.
الغلاف الجوي لكوكبي الزهرة والمريخ يتكون أساسا من ثاني أكسيد الكربون، مع كميات صغيرة من النيتروجين والآرغون والأكسجين وآثار من غازات أخرى.
تكوين الغلاف الجوي على الأرض محكوم إلى حد كبير بالمنتجات اللازمة لتدوم الحياة. يحتوي الغلاف الجوي للأرض تقريبا (بالمحتوى المولي / حجم) 78.08 ٪ من النيتروجين و 20.95 ٪ من الأكسجين، وكمية متغيرة (في المتوسط حوالي 0.247 ٪، المركز الوطني لأبحاث الغلاف الجوي) بخار الماء، و 0.93 ٪ الآرجون، 0.038 ٪ من ثاني أكسيد الكربون، وآثار من الهيدروجين والهليوم، وغيرها من الغازات الأخرى النبيلة (والملوثات المتطايرة).
انخفاض درجات الحرارة وارتفاع الجاذبية للغازات للكواكب الضخمة -مثل المشتري وزحل واورانوس ونبتون- يسمح لها بالاحتفاظ بالغازات ذات الكتلة الجزيئية المنخفضة بسهولة أكبر. إن هذه الكواكب تملك غلاف جوي من الهيدروجين والهيليوم، مع كميات ضئيلة من مركبات أكثر تعقيدا.
يمتلك قمران للكواكب الخارجية غلاف جوي جدير بالاهتمام وهما:
1. تيتان، وهو قمر زحل.
2. تريتون، وهو قمر نبتون.

وحيث يتكون الغلاف الجوي لهما أساسا من النيتروجين. بلوتو، في الجزء الأقرب من مداره، يملك غلاف جوي من النتروجين والميثان مماثل للغلاف الجوي الخاص بتريتون، ولكن هذه الغازات تكون مجمدة عندما تبعد عن الشمس.
الأجسام الأخرى داخل النظام الشمسي تملك أغلفة جوية رقيقة للغاية وليست في التوازن. وتشمل هذه القمر (غاز الصوديوم)، وعطارد (غاز الصوديوم)، ويوروبا (الأوكسجين)، ايو (الكبريت)، وإنسيلادوس (بخار الماء).
تركيب الغلاف الجوي لكوكب خارج المجموعة الشمسية تم تحديده لأول مرة باستخدام تلسكوب هابل الفضائي.
كوكب أوزيريس هو كوكب غازي عملاق لديه مدار قريب من نجم في مجموعة بيجاسوس النجمية الفرس الأعظم (كوكبة). يسخن الغلاف الجوي لدرجات حرارة أكثر من 1,000 كلفن ويستمر في الهروب إلى الفضاء. الهيدروجين، الأكسجين، الكربون، والكبريت تم اكتشافها في الغلاف الجوي المضخم للكوكب.

## البنية

### كوكب الأرض
يتكون الغلاف الجوي للأرض، من الأرض إلى طبقة التروبوسفير (التي تشمل طبقة حدود الكوكب أو peplosphere كطبقة أدنى)، الستراتوسفير، ميزوسفير، ثيروموسفير (التي تحتوي على طبقة الايونسفير وإكزوسفير)، وكذلك الغلاف المغناطيسي. كل طبقة من الطبقات لديها اختلاف في معدل الفاصل، والذي يعرف بأنه معدل التغير في درجة الحرارة مع الارتفاع.
ثلاثة أرباع الغلاف الجوي تقع داخل التروبوسفير، وعمق هذه الطبقة يتراوح ما بين 17 كم عند خط الاستواء و 7 كم عند القطبين. طبقة الأوزون، والتي تمتص الطاقة فوق البنفسجية من الشمس، تقع في المقام الأول في طبقة الستراتوسفير، بارتفاع من 15 إلى 35 كيلومترا. خط كرمان، الذي يقع داخل الغلاف الحراري على ارتفاع 100 كم، يستخدم عادة لتحديد الحدود بين الغلاف الجوي للأرض والفضاء الخارجي. ومع ذلك، يمكن أن تمتد طبقة الإكزوسفير من 500 إلى 10,000 كيلومترا فوق السطح، حيث يتفاعل مع المجال المغنطيسي للكوكب.

### آخرون
الأجسام الفلكية الأخرى مثل المذكورة لاحقا تملك غلاف جوي معروف.

#### في نظامنا الشمسي
- الغلاف الجوي لعطارد.
- الغلاف الجوي لكوكب الزهرة.
- الغلاف الجوي للأرض.
  - الغلاف الجوي للقمر.
- الغلاف الجوي للمريخ.
- الغلاف الجوي لكوكب المشتري.
  - الغلاف الجوي لقمر إيو.
  - الغلاف الجوي لقمر كاليستو.
  - الغلاف الجوي لقمر يوروبا.
  - الغلاف الجوي لقمر جانيميد.
- الغلاف الجوي لكوكب زحل.
  - الغلاف الجوي لقمر تيتان.
  - الغلاف الجوي لقمر إنسيلادس.
- الغلاف الجوي لاورانوس.
  - الغلاف الجوي لقمر تيتانيا.
- الغلاف الجوي لكوكب نبتون.
  - الغلاف الجوي لقمر تريتون.
- الغلاف الجوي لكوكب بلوتو.

#### خارج نظامنا الشمسي
- الغلاف الجوي للكوكب HD 209458 b.

## تداول
دوران الغلاف الجوي يحدث بسبب الاختلافات الحرارية عندما يصبح الحمل الحراري أكثر كفاءة من الإشعاع الحراري في نقل الحرارة. على الكواكب التي يعتبر الإشعاع الشمسي هو المصدر الرئيسي للحرارة، الحرارة الزائدة في المناطق المدارية يتم نقلها إلى مناطق خطوط العرض العليا. عندما يولّد كوكب كمية كبيرة من الحرارة في الداخل، مثلما هو الحال بالنسبة لكوكب المشتري، الحمل الحراري في الغلاف الجوي يمكن أن ينقل الطاقة الحرارية من الداخل المرتفع الحرارة إلى السطح.

## الأهمية
من وجهة نظر جيولوجيي الكواكب، الغلاف الجوي هو عامل أساسي لتطور مورفولوجية الكوكب. الرياح تنقل الغبار والجزيئات الأخرى التي تؤدي إلى تآكل التضاريس وتترك الرواسب (عمليات eolian). الصقيع والأمطار، والتي تعتمد على التكوين، تؤثر أيضا في التضاريس. التغيرات المناخية يمكن أن تؤثر على التاريخ الجيولوجي للكوكب. وبالمقابل، دراسة سطح الأرض يؤدي إلى فهم الغلاف الجوي والمناخ على كوكب الأرض -وضعها الحالي وماضيها على حد سواء.

## وصلات خارجية
- خصائص طبقات الغلاف الجوي -- البيئة والغلاف الجوي للطيران